# Dương Vinh
Dương Vinh (chữ Hán: 楊榮; 1370–1440) là đại thần nhà Minh trong lịch sử Trung Quốc.

## Thân thế
Dương Vinh nguyên tên là Tử Vinh (子荣), tự là Mẫn Nhân (勉仁), hiệu là Đông Dương (东杨), thụy là Văn Mẫn (文敏), sinh ra tại huyện Kiến An, phủ Kiến Ninh, tỉnh Giang Tô, Chiết Giang.

## Quan lộ
Phụ chính thứ nhất của Nội các nhà Minh, Đại học sĩ Thượng thư bộ Công. Ông cùng với Dương Sĩ Kỳ và Dương Phổ, được gọi là "Tam Dương" là một trong những trọng thần quan trọng đối với bốn triều vua Minh là Thành Tổ, Nhân Tông, Tuyên Tông, Anh Tông.

### Thời Minh Huệ Đế
Năm đầu Kiến Văn (1399), Dương Vinh là một trong những người đỗ đầu trong kỳ thi Phúc Kiến.

### Thời Minh Thành Tổ
Năm Vĩnh Lạc thứ 5 (1407), Minh Thành Tổ lệnh ông đi Cam Túc xử lý việc quân sự, ghi chép tình hình sông núi, kiểm tra quân đội, kiểm tra vệ binh thành.
Năm thứ 8 (1410), ông theo Chu Đệ viễn chinh lên phía bắc, đến sông Xuqu để giải quyết vấn đề tỷ lệ binh lính.
Năm thứ 14 (1416), ông thăng làm Hàn Lâm Viện học sĩ
Năm thứ 16 (1418), khi Hồ Quang mất, Chu Đệ lệnh cho Dương Vinh phụ trách Hàn Lâm viện
Năm thứ 20 (1422), ông ta đi theo cuộc viễn chinh phương Bắc và trở lại pháo đài, sau khi trở về Chu Đệ đã thưởng cho quân lính và mở tiệc. Một năm sau, Dương Vinh lại theo cuộc hành quân phía bắc, lúc đó Chu Đệ đã 5 lần đích thân hành quân, quân sĩ đói khát chết cóng. Quân Minh đến sông Talan Namur, nhưng vẫn không thấy địch. Chu Đệ hỏi các quan tướng có tiếp tục tiến quân hay không, và các quan tướng đều đồng ý, chỉ có Dương Vinh và Kim Ấu Tư yêu cầu quay về kinh sư. Chu Đệ đồng ý. Quân đội rút về Du Mộc Xuyên và Chu Đệ chết tại đó. Quân Minh bị thiệt hại khá nặng, Dương Vinh và Kim Ấu Tư bàn bạc hiện giờ đã xuất quân, ở xa kinh thành, không nên để tang. Bữa cơm hàng ngày vẫn diễn ra như thường lệ, nhưng quân lệnh ngày càng khắt khe khiến mọi chuyện khó lường. Ngoài ra, Dương Vinh đã dẫn đầu đến Nam Kinh để báo cáo phó của Thái tử. Sau khi đến nơi, Chu Cao Sí ra lệnh cho ông phải thảo luận gấp các vấn đề với Dương Sĩ Kỳ và Dương Phổ phòng Hán vương Chu Cao Hú làm loạn.

### Thời Minh Nhân Tông và Minh Tuyên Tông
Sau khi Minh Nhân Tông lên ngôi, Dương Vinh được thăng làm Thái Thường Khanh. Chẳng bao lâu, ông được thăng chức Thượng thư bộ Công
Năm Tuyên Đức nguyên niên (1425), không lâu sau khi Hoàng đế Tuyên Đức của nhà Minh lên ngôi, Hán vương lập tức khởi binh làm loạn. Tuyên Tông triệu tập Tam Dương để bàn biện pháp đối phó, Dương Vinh đứng đầu yêu cầu Tuyên Tông đích thân chỉ huy, nói rằng: "Bên kia cho rằng bệ hạ mới lập, nhất định sẽ không tự mình du ngoạn. Nay ta không ngờ lại đến với uy thiên hạ, mọi việc đã xong." Tuyên Tông đồng ý với luật này. Sau khi đến Lạc An, Chu Cao Hú bị đánh bại phải đầu hàng.
Năm Tuyên Đức thứ 3 (1428), ông theo Tuyên Tông du ngoạn biên giới phía Bắc, khi đến Zunhua, nghe tin bộ tộc Ngõa Lạt sẽ quấy nhiễu biên giới, nên Tuyên Tông ở lại với các quan văn nhân và sai Dương Vinh đi theo.
Năm thứ 9 (1434), ông một lần nữa đi theo Tuyên Tông tuần tra phía Bắc.
Kể từ khi Minh Thành Tổ chiếm được Giao Chỉ (nay là Việt Nam) và đặt quyền cai trị tại khu vực này thì liên tiếp có nhiều cuộc khởi nghĩa nổ ra giành độc lập của nhân dân An Nam. Nhà Minh nhiều lần đưa quân sang chinh phạt và đều bị đánh bại. Lê Lợi mời con cháu họ Trần làm vua để an lòng vua Minh đồng thời đệ nghị nhà Minh bãi binh. Tuyên Tông cũng ghét chiến tranh quân sự và sẵn sàng đồng ý yêu cầu của Lê Lợi. Các đại thần như Anh Quốc công Trương Phụ phản đối nhưng Tuyên Tông không nghe. Sau đó Tuyên Tông triệu Dương Sĩ Kỳ và Dương Vinh để bàn bạc, hai người nói: "Bệ hạ thương dân, không phải là việc làm khuất tất; nhà Hán đã nhường quận Zhuya, sử sách coi đó là việc nói hay, không phải tỏ ra nhu nhược. Xin ngài cho phép tiện." Vì vậy Tuyên Tông hạ lệnh. Lệnh chọn người đưa tin để lại địa chỉ. Kể từ đó, nhà Minh bỏ việc xưng hô và bãi binh, tiết kiệm hơn 100 triệu lạng chi tiêu quân sự hàng năm.

### Thời Minh Anh Tông
Sau khi Minh Anh Tông lên ngôi, triều đình nhà Minh vẫn phụ thuộc rất nhiều vào các quan trọng thần như Dương Sĩ Kỳ, Dương Vinh, Dương Phổ, Trương Phụ...
Năm Chính Thống thứ 3 (1438), ông từ chức về quê.
Năm thứ 5 (1440), sau hai năm cáo lão từ quan thì ông mất tại quê nhà ở Phúc Kiến.

## Giai thoại
Đến đời cha của Dương Vinh, cuộc sống của gia đình mới bắt đầu khởi sắc. Kinh tế ngày một dư giả hơn xưa. Một hôm có vị đạo sĩ đi ngang qua cửa nhà Dương Vinh, thấy cha Dương Vinh liền nói với cha Dương Vinh rằng: "Cha và ông nội của anh tích được âm đức, sau này đến đời cháu ắt sẽ hiển vinh, anh hãy đem mộ phần của cha và ông nội mình chuyển đến nơi đây, đó là khu đất có địa thế Thỏ Ngọc". Sau đó vị đạo sĩ đó chỉ cho cha của Dương Vinh khu đất Thỏ Ngọc, cha Dương Vinh theo sự chỉ dẫn của vị đạo sĩ đó mà chuyển mộ phần tổ tiên đến đó.